# آتش‌سوزی رایشس‌تاگ
آتش‌سوزی رایشستاگ (آلمانی: Reichstagsbrand، ) یک حملهٔ آتش‌افروزی به رایشس‌تاگ (مجلس آلمان) در برلین در ۲۷ فوریه ۱۹۳۳ بود. ناسیونال سوسیالیست‌ها اعلام کردند که یک هلندی جوان کمونیست به نام مارنیوس وان در لوبه در صحنه آتش‌سوزی به جرم این حمله دستگیر شده. وان در لوبه خشت‌چینی بیکار بود که به تازگی به آلمان آمده بود. ناسیونال سوسیالیست‌ها اعلام کردند که او آتش را شروع کرده‌است. او محاکمه و به مرگ محکوم شد. این آتش‌سوزی از سوی حزب ناسیونال‌سوسیالیست کارگران آلمان شاهدی بر این که کمونیست‌ها در حال نقشه کشیدن علیه حکومت آلمان بودند استفاده شد. این واقعه در ایجاد آلمان نازی اساسی شناخته می‌شود.